# علم و فناوری در آذربایجان
علم و فناوری در آذربایجان یکی از بخش‌های اصلی سیاست در دولت حاکم در جمهوری آذربایجان است که بر همهٔ جنبه‌های زندگی در این کشور اثر می‌گذارد. آکادمی ملی علوم جمهوری آذربایجان به عنوان یک مرکز اصلی علم و فناوری برای تحقق سیاست‌های دولت در این زمینه است.
از جمله کارهایی که برای تحقق این هدف صورت گرفته ایجاد پارک‌های فناوری است که از نوامبر ۲۰۱۶ تأسیس شده‌است که در زمینهٔ هدایت بحث‌های علمی به سمت پروژه‌های صنعتی کار می‌کند. رتبه آذربایجان در علم و فناوری در منطقه رتبه 18 ام و رتبه او در جهان 95 ام است.